# Castanyada
La Castanyada est une fête populaire dans les Pays catalans, et en particulier en Catalogne. Elle a lieu le jour de la Toussaint, même si depuis peu il est courant de déplacer la célébration à la veille de ce jour, le soir du 31 octobre.
Dans le nord-ouest de l'Espagne (Galice, Cantabrie, Asturies, León, Zamora, Salamanque et Cáceres) et au Portugal, cette fête autour de la châtaigne et du feu s'appelle Magosto, Magosta, Magostu, Magüestu, Amagüestu ou Magusto. En Occitanie, la Castanhada est également célébrée, comme une fête d'automne, mais non associée à la Toussaint.
La Castanyada catalane consiste en un repas dans lequel on mange des châtaignes, des patates douces, des fruits confits et les panellets, spécialité catalane à base de massepain. La boisson typique en est le muscat. Lors de cette fête, les castanyers et castanyeres vendent des marrons grillés et chauds dans la rue, et généralement enveloppés dans du papier journal,. 
En Galice, le Magosto consiste en un repas, généralement dans une forêt, où l'on mange des marrons chauds, saucisses, vins jeunes, avec rituels celtiques.

## Origine
La nuit précédant la Toussaint, les sonneurs de nombreux villages catalans faisaient sonner les cloches jusqu’à l’aube pour commémorer les morts. Leurs amis et leurs proches leur apportaient des châtaignes et des patates douces pour les aider à tenir toute la nuit.
D'autres versions disent que la Castanyada est née à la fin du XVIIIe siècle et dérive des anciens repas funéraires, dans lesquels on ne servait d'autres repas que des légumineuses, des fruits secs et les pains votifs offerts aux défunts lors des funérailles, plus populairement, des panellets. Le repas avait un sens symbolique de communion avec les âmes des défunts: pendant la torréfaction des châtaignes, les trois parties du chapelet étaient priées pour le défunt[soler et amigo].

## La Castanyera

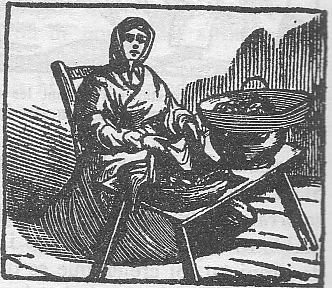
La castanyera selon une "image d'Epinal" du XIXe siècle.

Cette fête est généralement figurée par le personnage de la Catanyera : une vieille femme, vêtue d'un manteau élimé et avec un foulard sur la tête, derrière un brasero, en train de vendre des marrons chauds dans la rue. Selon le conte populaire, lorsqu'elle va ramasser les marrons, elle est aidée par un géant qui secoue les arbres pour en faire tomber les marrons.